# 아도니스 가르시아
아도니스 가르시아 아리에타(스페인어: Adonis García Arrieta, 1985년 4월 12일~)는 쿠바의 야구 선수이자, 전 KBO 리그 LG 트윈스의 내야수이다.

## 미국 프로야구 시절
2009년 쿠바 국가대표팀의 일원으로 2009년 월드 포트 토너먼트에 참가하여 우승했다. 이후 쿠바를 탈출하여 니카라과와 멕시코를 거쳐 2011년 1월 미국에 입국해 그 해 겨울에 베네수엘라 윈터리그에서 활동했다. 2012 캐리비안 시리즈에서 올스타 중견수에 선정됐다.
2011년 8월, 허위 영주권 문서가 적발돼 MLB 사무국으로부터 6개월 간 계약 체결 제한을 당했고 2012년 2월 FA 자격을 얻어 그 해 5월 뉴욕 양키스와 40만 달러에 계약했다. 상위 싱글A에서 데뷔해 더블A까지 올라간 후, 이듬해에는 곧바로 트리플A에서 활동했지만, 결국 MLB 경기에는 출전하지 못하고 2015년 4월에 방출됐다. 4일 만에 애틀랜타 브레이브스와 계약한 그는 5월 18일에 콜업됐고, 다음 날 대타로 출전하며 MLB에 데뷔했다.
그러나 이틀 만에 트리플A로 강등됐고 7월 25일, 후안 유리베와 켈리 존슨이 모두 트레이드되자 다시 부름을 받았다. 그 다음 날 세인트루이스 카디널스 전에서 마이클 와카를 상대로 마수걸이 홈런을 쳐 냈다. 시즌 2할대 타율, 10홈런으로 200타수 미만의 타수에서 10홈런 이상을 친 두 번째 애틀랜타 브레이브스 선수가 됐다.
2016 시즌에는 개막전 선발 3루수로 출전했으나 수비가 안 좋아 애틀랜타 브레이브스에서 그를 좌익수로 기용했고, 5월 6일에는 좌익수 포지션을 익히기 위해 트리플A로 3주간 내려보냈다. 하지만 그 해 127경기 중 4경기를 빼고는 모두 3루수로 나섰다.
2016년을 14홈런, 65타점으로 마무리한 그는 2017년 시즌 대부분을 부상으로 고전했다. 시즌 초반 타율 0.237, 4홈런을 기록하다가 5월 16일 부상으로 2주 이상을 결장했다. 그 후 복귀하자마자 4일 만에 타격 연습 중 왼쪽 약지 부상을 당해 9월에야 MLB로 돌아왔다. 시즌 52경기에 나서 5홈런, 19타점에 그쳤다.
시즌 후 2018년 1월에 방출됐다.

## 한국 프로야구 시절

### LG 트윈스시절
2018년 1월 13일에 제임스 로니를 대체할 외국인 타자로 영입되었다. 첫 쿠바 출신 타자이다. 시즌 초반 우려를 딛고 좋은 성적을 내었으나, 4월 17일 KIA 타이거즈와의 경기에서 햄스트링 부상을 입었고 7월 11일에 복귀했다.